# 남해 화방사 원패
남해 화방사 원패(南海 花芳寺 願牌)은 대한민국 경상남도 남해군 고현면 화방사에 있는 불교 용품이다. 2010년 10월 7일 경상남도의 문화재자료 제508호로 지정되었다.

## 개요
원패1에는 주색바탕에 황색으로 “三界四府群眞”, 원패2에는 검정바탕에 흰 글씨로 “朝鮮獨立萬歲”라 쓰여있다. 원패1은 패두와 패신에 봉황과 구름이 조각되어있고 연화좌대와 분리된다. 패두의 봉황은 향좌를 바라보고 패신의 봉황은 아래를 향하고 있다. 좌대는 주색으로 채색되어있고 봉황은 녹색 백색 적색 황토등으로 채색되어있으나 많이 바랜 상태이다. 원패2와 달리 패의 앞뒷면이 분리되지 않는다. 원패2는 패두와 패신에 용과 구름이 조각되어있다. 연화좌대와 패신은 연결되어있어 분리되지 않고 패의 전면과 배면은 분리될 수 있게 되어있다. 패두의 용은 향좌의 용은 위로 향우의 용은 아래로 향하고 있다. 패두와 패신이 따로 조각되어 연결된 형태로 패의 전면과 배면은 못으로 연결되어있다. 조각후 백색 녹색 주색 황색등으로 채색되었다. 원패1과 원패2의 조각기법을 비교해볼 때 원패1이 선적인 표현이 더 많고 먼저 제작된 것으로 보인다.

## 같이 보기
- 남해 화방사

## 참고 자료
- 남해 화방사 원패 - 국가유산청 국가유산포털